# Подборшт при Коменди
Подборшт при Коменди (словен. Podboršt pri Komendi) је насељено место у општини Коменда, Средњесловенска регија, Словенија.

## Историја
До територијалне реорганизације у Словенији био је у саставу старе општине Камник.

## Становништво
У попису становништва из 2011. године, Подборшт при Коменди је имао 210 становника.
| Број становника према пописима | Број становника према пописима | Број становника према пописима |
| ------------------------------ | ------------------------------ | ------------------------------ |
| 1991                           | 2002                           | 2011                           |
| 162                            | 184                            | 210                            |

Напомена: До 1953. исказивано под именом Подборшт. Године 2007. увећано за део насеља Кланец.